# Liste der denkmalgeschützten Objekte in Ludweis-Aigen
Die Liste der denkmalgeschützten Objekte in Ludweis-Aigen enthält die 20 denkmalgeschützten, unbeweglichen Objekte der niederösterreichischen Marktgemeinde Ludweis-Aigen.

## Denkmäler
| Foto |                 | Denkmal                                                                 | Standort                                                               | Beschreibung | Metadaten |
| ---- | --------------- | ----------------------------------------------------------------------- | ---------------------------------------------------------------------- | --- | --- |
| ja   | Datei hochladen | Pfarrhof HERIS-ID: 4674 Objekt-ID: 529                                  | Aigen 1 Standort KG: Aigen                                             | Der 1784 nach einem Brand erneuerte Pfarrhof befindet sich südlich der Kirche, die Geländestufe überbauend. Die schlichte Fassadierung wird auf das Ende des 19. Jahrhunderts datiert. | BDA-Hist.: Q38033456 Status: § 2a Stand der BDA-Liste: 2025-06-30 Name: Pfarrhof GstNr.: 3/1                                                               |
| ja   | Datei hochladen | Kath. Pfarrkirche hl. Jakobus Maior HERIS-ID: 4672 Objekt-ID: 527       | neben Aigen 1 Standort KG: Aigen                                       | Von einem Friedhof umgeben, liegt die im Kern gotische und in der Spätrenaissance umgestaltete Saalkirche mit ihrem spätbarocken viergeschoßigen Westturm von 1770/1780 auf einer Anhöhe im Nordosten des Ortes. Als Pfarre wurde Aigen erstmals 1300 urkundlich erwähnt. Bei Umbauten zwischen 1599 und 1606 für die Freiherren Wolfgang und Georg Andre von Hofkirchen wurde die Kirche um eine Gruft mit bemerkenswerter Spätrenaissancetumba aus Rotmarmor erweitert. Der Chor und das schlichte Langhaus sind im Kern gotisch. Der Außenbau weist durch ein Gesims geteilte Strebpfeiler auf profilierten Basen auf. Die Spitzbogenfenster zeigen Reste gotischer Profilierung. Flache Gewände und gedrückte Abschlüsse resultieren aus dem Umbau um 1600. | BDA-Hist.: Q2318923 Status: § 2a Stand der BDA-Liste: 2025-06-30 Name: Kath. Pfarrkirche hl. Jakobus Maior GstNr.: 1 Pfarrkirche Aigen bei Raabs           |
| ja   | Datei hochladen | Friedhof christlich HERIS-ID: 4673 Objekt-ID: 528                       | Aigen 2, in der Nähe Standort KG: Aigen                                | Die Friedhofsmauer wurde im Jahr 1825 errichtet. 1870 erfolgte eine Erweiterung. Bemerkenswert sind eine Grabsteininschrift von 1737, die barocken Reliefgrabsteine Maria Immaculata und Hl. Dreifaltigkeit sowie ein mit 1769 bezeichnetes Kruzifix. | BDA-Hist.: Q38033160 Status: § 2a Stand der BDA-Liste: 2025-06-30 Name: Friedhof christlich GstNr.: 2                                                      |
| ja   | Datei hochladen | Pfarrhof HERIS-ID: 4680 Objekt-ID: 535                                  | Blumau an der Wild 1 Standort KG: Blumau an der Wild                   | Westlich der Kirche, über eine Stützmauer die Geländestufe überbauend, befindet sich der 1736 errichtete Pfarrhof. Der zweigeschoßige Dreiflügelbau mit gefaschten Fenstern, vermauerter Hofarkade und barocken Rauchfängen wurde im Innenraum im späten 19. Jahrhundert verändert. Er verfügt über einige barocke Stuckdecken. Im ehemaligen Speisesaal im zweiten Stock des Obertraktes befindet sich eine stuckierte Flachdecke mit Wappenkartusche Geras und Abt Paul Gratschmer aus der Mitte des 18. Jahrhunderts. Der Pfarrhof hat eine Schnitzfigur des hl. Paulus aus dem 18. Jahrhundert, Geraser Abtporträts aus derselben Zeit sowie einen barocken Tabernakelkasten in Verwahrung. Zum Gebäude gehören außerdem die Wirtschaftstrakte. | BDA-Hist.: Q38034920 Status: § 2a Stand der BDA-Liste: 2025-06-30 Name: Pfarrhof GstNr.: 1                                                                 |
| ja   | Datei hochladen | Kath. Pfarrkirche hl. Johannes der Täufer HERIS-ID: 4678 Objekt-ID: 533 | Blumau an der Wild 1 (Pfarrhof) Standort KG: Blumau an der Wild        | Die spätbarocke Saalkirche mit Ostturm, als nördlicher Abschluss des Straßenplatzes auf einer Geländestufe im Osten des Ortes gelegen, ist von einem Friedhof mit Karner umgeben. Sie war um 1155 dem Stift Geras inkorporiert. Die erste urkundliche Erwähnung als Pfarre stammt von 1230. Der Neubau durch Abt Paul Gratschmayr erfolgte 1750. Das Langhaus mit Ziegel-Satteldach und der leicht eingezogene Rechteckchor sind durch Putzlisenen und umlaufendes Gesims gegliedert. Der Bau hat gefaschte Flachbogenfenster mit Stuckunterfassung und ein profiliertes Rechteckportal in der ansonsten schmucklosen Westfassade. Im Norden schließt die Sakristei an. Der dreigeschoßige Ostturm mit abgerundeten Ecken, axial zwischen Giebelanschwüngen am Langhaus anschließend, ist durch Gesimse, Lisenen und zuoberst Pilaster gegliedert. Er hat rundbogige Schallfenster und einen Glockenhelm über Uhrengiebeln. | BDA-Hist.: Q23925279 Status: § 2a Stand der BDA-Liste: 2025-06-30 Name: Kath. Pfarrkirche hl. Johannes der Täufer GstNr.: 8 Pfarrkirche Blumau an der Wild |
| ja   | Datei hochladen | Karner HERIS-ID: 4679 Objekt-ID: 534                                    | Blumau an der Wild 1 (Pfarrhof), neben Standort KG: Blumau an der Wild | Der frühgotische Karner befindet sich südöstlich der Kirche am Friedhof. Der quadratische, modern verputzte Bruchsteinbau mit einfach abgetrennten Eckstrebpfeilern und neueren Flachbogenfenstern verfügt über eine eingezogene, niedrigere Halbkreisapsis mit einem vermauerten, rundbogigen Scheitelfenster und Gruftuntergeschoß. Die Stuckornamentbänder innen wurden um 1600 angefertigt. Sie weisen am Kreuzgratgewölbe eine rippenartige Form auf und werden durch einen Rosettenstein abgeschlossen. In der Apsisnische befindet sich eine Muschel. Zur Ausstattung gehört ein barocker Altar mit einer Figur des Auferstandenen aus dem 18. Jahrhundert sowie ein mit 1876 bezeichnetes Friedhofskreuz. | BDA-Hist.: Q38034614 Status: § 2a Stand der BDA-Liste: 2025-06-30 Name: Karner GstNr.: 8                                                                   |
| ja   | Datei hochladen | Pranger HERIS-ID: 4682 Objekt-ID: 537                                   | Blumau an der Wild 4, in der Nähe Standort KG: Blumau an der Wild      | Am Straßenplatz steht ein im späten 17. Jahrhundert errichteter, sechsseitiger, gemauerter Pranger mit Kugelaufsatz. | BDA-Hist.: Q38035542 Status: § 2a Stand der BDA-Liste: 2025-06-30 Name: Pranger GstNr.: 1504/9                                                             |
| ja   | Datei hochladen | Dreifaltigkeitssäule HERIS-ID: 4681 Objekt-ID: 536                      | gegenüber Blumau an der Wild 10 Standort KG: Blumau an der Wild        | Auf einem korinthischen Kapitell mit Sockelinschrift befindet sich eine mit 1717 bezeichnete, bekrönende Dreifaltigkeitsgruppe, umzäunt von einer Balustrade mit Eckfiguren. | BDA-Hist.: Q38035277 Status: § 2a Stand der BDA-Liste: 2025-06-30 Name: Dreifaltigkeitssäule GstNr.: 1504/1                                                |
| ja   | Datei hochladen | Schloss, Meierhof und Schüttkasten HERIS-ID: 4684 Objekt-ID: 539        | Drösiedl 1 Standort KG: Drösiedl                                       | Das vierflügelige, ehemalige Wasserschloss der Renaissance befindet sich im Westen des Ortes an einer Zufahrtsallee. Der dreigeschoßige, annähernd quadratische Vierflügelbau steht auf einer mächtigen Böschung und ist von regelmäßigen, mit Bruchsteinen ausgemauerten Gräben umzogen. In der Westfront befindet sich ein wohl durch den älteren Kern bestimmter Rücksprung. Das Rundbogenportal in Rechteckblende mit Windlöchern in der Durchfahrtsstraße an der Südfront ist mit 1616, wohl dem Jahr der Fertigstellung, bezeichnet. Aus der Zeit um 1600 stammt die Gliederung durch angrenzende Ornamentbänder mit seitlichem Doppeladlerrelief und Lutherrose an der Durchfahrt. Die Nord- und Südseite im bemerkenswerten Renaissancehof sind in segmentbogige Säulenarkaden aufgelöst. Drei Portale und ein Fenster an der Ostseite sind noch in spätgotischer Art abgefast und sind möglicherweise Reste eines älteren Kerns. Dem Schloss vorgelagert ist ein dreiflügeliger, zweigeschoßiger Meierhof, der auf die Bauzeit des Hauptgebäudes zurückgeht sowie auf der südlichen Seite ein barocker, dreigeschoßiger Schüttkasten aus der ersten Hälfte des 18. Jahrhunderts. | BDA-Hist.: Q38036023 Status: Bescheid Stand der BDA-Liste: 2025-06-30 Name: Schloss, Meierhof und Schüttkasten GstNr.: 2, 10/2, 1 Schloss Drösiedl         |
| ja   | Datei hochladen | Bildstock HERIS-ID: 4686 Objekt-ID: 541                                 | neben Kollmitzgraben 9 Standort KG: Kollmitzgraben                     | Das Marterl neben dem Glockenstuhl von Kollmitzgraben hat einen nördlich ausgerichteten, von einem Holzgitter abgeschlossenen Eingangsbogen, ein prägnantes Gesims mit Mauernische und Statue des hl. Florian, eine zarte Putzfasche im Giebelbereich und ein ziegelgedecktes Satteldach. Im Inneren befindet sich ein steinerner Altar mit einer Statue der Maria mit Kind. | BDA-Hist.: Q38036512 Status: § 2a Stand der BDA-Liste: 2025-06-30 Name: Bildstock GstNr.: 54                                                               |
| ja   | Datei hochladen | Flur-/Wegkapelle hl. Sebastian HERIS-ID: 4687 Objekt-ID: 542            | südöstlich Liebenberg 12 Standort KG: Liebenberg                       | Turmartige Kapelle mit romanischem Baukern, nahe der alten Burg Liebenberg im Wald. Mittelalterlicher Original-Außenputz erhalten. | BDA-Hist.: Q38036741 Status: § 2a Stand der BDA-Liste: 2025-06-30 Name: Flur-/Wegkapelle hl. Sebastian GstNr.: 303 Kapelle Liebenberg                      |
| ja   | Datei hochladen | Ehem. Pfarrhof HERIS-ID: 4689 Objekt-ID: 544                            | Ludweis 1 Standort KG: Ludweis                                         | Der ehemalige Pfarrhof ist ein hakenförmiger Bau mit Wirtschaftstrakt und geht im Kern auf das 18. Jahrhundert zurück. | BDA-Hist.: Q38037347 Status: Bescheid Stand der BDA-Liste: 2025-06-30 Name: Ehem. Pfarrhof GstNr.: 2/1                                                     |
| ja   | Datei hochladen | Bildstock hl. Ägydius HERIS-ID: 4691 Objekt-ID: 546 marterl.at: 6691    | vor Ludweis 3 Standort KG: Ludweis                                     | Der barocke Bildstock mit Kompositkapitell und die Figur des hl. Ägydius wurden wahrscheinlich in der ersten Hälfte des 19. Jahrhunderts erbaut. | BDA-Hist.: Q38037857 Status: § 2a Stand der BDA-Liste: 2025-06-30 Name: Bildstock hl. Ägydius GstNr.: 993/1                                                |
| ja   | Datei hochladen | Kath. Pfarrkirche hl. Ägyd HERIS-ID: 4688 Objekt-ID: 543                | neben Ludweis 46 Standort KG: Ludweis                                  | Die schlichte, barocke Saalkirche mit Westturm und nördlichem Sakristeianbau steht am östlichen Ende der südlichen Platzfront. Der im Erdgeschoß tonnengewölbte Westturm hat ein profiliertes Rechteckportal mit Doppelwappen und ist mit der Jahreszahl 1655 bezeichnet. Der obere Teil des Turms, mit rundbogigen Schallfenstern und abgesetzt geschwungenem Pyramidenhelm, stammt aus dem Jahr 1815. Das ziegelgedeckte Langhaus und die eingezogene, in der Grundform vielleicht gotische Fünfseitapsis verfügen über 1949 im Zuge der Einwölbung erneuerte Flachbogenfenster. Im Inneren befindet sich ein eingezogener, rundbogiger Triumphbogen mit Kämpfergesims. Zur teilweise neobarocken Einrichtung gehören unter anderem ein arkadiertes Orgelgehäuse von Franz Capek aus dem Jahr 1912 und ein Taufstein aus Rotmarmor. | BDA-Hist.: Q38037064 Status: § 2a Stand der BDA-Liste: 2025-06-30 Name: Kath. Pfarrkirche hl. Ägyd GstNr.: 1 Pfarrkirche Ludweis                           |
| ja   | Datei hochladen | Pranger HERIS-ID: 4690 Objekt-ID: 545 marterl.at: 6690                  | Standort KG: Ludweis                                                   | Der mit 1706 bezeichnete Pranger in Form eines mächtigen, achtseitigen, einfach abgestuften Pfeiler wird von einer Rolandsfigur bekrönt. | BDA-Hist.: Q38037669 Status: § 2a Stand der BDA-Liste: 2025-06-30 Name: Pranger GstNr.: 993/1                                                              |
| ja   | Datei hochladen | Pestsäule HERIS-ID: 4692 Objekt-ID: 547 marterl.at: 6689                | Standort KG: Ludweis                                                   | Das Pestmarterl am westlichen Ortsausgang ist mit 1673 bezeichnet. Am Reliefaufsatz des Granitpfeilers sind ein Kruzifix und Heilige dargestellt. | BDA-Hist.: Q38037998 Status: § 2a Stand der BDA-Liste: 2025-06-30 Name: Pestsäule GstNr.: 60/3                                                             |
| ja   | Datei hochladen | Ortskapelle hl. Laurentius HERIS-ID: 22110 Objekt-ID: 18438             | gegenüber Radl 41 Standort KG: Radl                                    | Die Ortskapelle ist ein schlichter Barockbau von 1745 mit Halbkreisapsis und Rundbogenfenstern unter Ziegeldach. Der vorgestellte Fassadenturm mit genutetem Erdgeschoß und Pyramidendach stammt ebenso wie die gesamte Fassadengliederung aus dem späten 19./frühen 20. Jahrhundert. Zur Ausstattung der Kapelle gehören ein Kreuzigungsaltar (um 1710), ein Kruzifix in freiem Akanthus- und Bandwerkgeflecht mit davorstehenden Assistenzfiguren der hll. Maria und Johannes dem Evangelisten, eine Predella aus der Bauzeit (1839 und 1974 restauriert) mit einem Schaukästchen aus Glas am Kreuzfuß sowie eine Kirchenfahne mit Ölbild aus dem 18. Jahrhundert. | BDA-Hist.: Q37867194 Status: § 2a Stand der BDA-Liste: 2025-06-30 Name: Ortskapelle hl. Laurentius GstNr.: 42                                              |
| ja   | Datei hochladen | Bildstock HERIS-ID: 22111 Objekt-ID: 18439                              | Standort KG: Radl                                                      | Der abgefaste Granitpfeiler mit Ecksporen ist mit 1539 bezeichnet. Er steht nördlich des Ortes und ist mit einem schmiedeeisernen Kreuz aus dem 19. Jahrhundert ausgestattet. | BDA-Hist.: Q37867221 Status: § 2a Stand der BDA-Liste: 2025-06-30 Name: Bildstock GstNr.: 883                                                              |
| ja   | Datei hochladen | Bildstock HERIS-ID: 22115 Objekt-ID: 18443                              | westlich Seebs 10 Standort KG: Seebs                                   | Westlich von Seebs befindet sich eine Bildsäule mit Heiligenreliefs am Quaderaufsatz und einer Figur des hl. Rochus aus dem Jahr 1757. | BDA-Hist.: Q37867242 Status: § 2a Stand der BDA-Liste: 2025-06-30 Name: Bildstock GstNr.: 712/2                                                            |
| ja   | Datei hochladen | Ortskapelle Mariae Himmelfahrt HERIS-ID: 22114 Objekt-ID: 18442         | vor Seebs 24 Standort KG: Seebs                                        | Der schlichte, innen flachgedeckte Bau des frühen 19. Jahrhunderts hat einen wohl später errichteten, vorgestellten Fassadenturm mit Zwiebelhelm und Faschengliederung. Zur Ausstattung gehören ein nachbarockes Säulenaltärchen aus der ersten Hälfte des 19. Jahrhunderts, eine neugotische Figur der Maria mit Kind, barocke Statuetten von vier Aposteln, Predellenbilder Christus- und Johannesknabe, Kreuzwegbilder und ein barockisierendes Vortragekreuz. | BDA-Hist.: Q37867230 Status: § 2a Stand der BDA-Liste: 2025-06-30 Name: Ortskapelle Mariae Himmelfahrt GstNr.: 17                                          |